# Aghu jezik
Aghu jezik (djair, dyair; ISO 639-3: ahh), jedan od sedam awyu jezika, šire skupine Ok-Awyu, transnovogvinejska porodica, kojim govori 3 000 ljudi (1987 SIL) između rijeka Digul i Mappi, na indonezijskom dijelu Nove Gvineje.
Sela u kojima se govori aghu su: Anggai, Bana, Bigisa, Duba, Ghesi, Kaliwin, Kenggi, Mariang, Mariori, Mutiriop, Sabakaghe, Sikafio, Susu, Tanah Merah (Uyumbe), Waghabang, Yofon, i možda još neka.
Aghu se ne smije brkati s jezikom aghu tharnggalu [ggr] iz Australije.

## Vanjske poveznice
- Ethnologue (14th)
- Ethnologue (15th)